# Taphroscelidia tenuissima
Taphroscelidia tenuissima là một loài bọ cánh cứng trong họ Passandridae. Loài này được Reitter miêu tả khoa học năm 1876.